# Popis baranjskih športskih klubova
Popis baranjskih športskih klubova. Prema službenom Registru udruga Republike Hrvatske na području Baranje je 2006. godine bilo registrirano oko 350 najrazličitijih udruga, od toga oko 80 športskih. U ovaj su popis baranjski športski klubovi svrstani prema športovima, a unutar športova složeni su abecednim redom prema službenim imenima.
U ovaj popis nisu uvrštena ribolovna društva.

## Aikido
- Aikido klub "Bolman"

## Badminton
- Badmintonski klub "Baranja" Beli Manastir

## Biciklizam
- Biciklistička udruga "Baranja bike" (Beli Manastir)

## Boćanje
- Boćarski klub Vid (Beli Manastir)

## Gimnastika
- Gimnastičko društvo Beli Manastir

## Karate
- Karate klub "Beli Manastir 98"
- Karate klub "Shotokan" Darda

## Konjički sport
- Kasački klub "Grabovac"

## Kickboxing
- Kickboxing klub "Bilje"

## Košarka
- Košarkaški klub Beli Manastir
- Košarkaški klub Vrijednosnice OS Darda

## Kuglanje
- Kuglački klub "Belje" MPI Beli Manastir
- Kuglački klub "Grmeč" Beli Manastir
- Kuglački klub "Oksid" Darda
- Kuglački klub "Polet" Karanac
- Kuglački klub "Sveti Martin" Beli Manastir
- Kuglački klub "Šparta" Beli Manastir
- Kuglački klub "Darda" (do 2014. Kuglački klub "Vrijednosnice OS Darda")
- Ženski kuglački klub "Mladost" (Čeminac)

## Nogomet
- Hrvatski nogometni klub "Bilje"
- Hrvatski nogometni klub "Radnički" Mece
- Nogometni klub "Baranjac" Topolje
- Nogometni klub "Belje" Kneževo
- Nogometni klub "Borac" Kneževi Vinogradi
- Nogometni klub "Bratstvo" Jagodnjak
- Nogometni klub "Columbus" 2005 Suza
- Nogometni klub "Croatia" Branjin Vrh
- Nogometni klub "4. juli" Uglješ
- Nogometni klub "Darda" Darda
- Nogometni klub "Davor" Branjina
- Nogometni klub "Dinamo" Baranjsko Petrovo Selo
- Nogometni klub "Hajduk" Popovac
- Nogometni klub "Lastavica" Grabovac
- Nogometni klub "Graničar" Torjanci
- Nogometni klub "Jadran" Šećerana, Beli Manastir
- Nogometni klub "Jovan Lazić" Bolman
- Nogometni klub "Luč" Luč
- Nogometni klub "Međimurec" Kozarac
- Nogometni klub "Mladost" Čeminac
- Nogometni klub "Mladost" Draž
- Nogometni klub "Napredak" Batina
- Nogometni klub "Petlovac" Petlovac
- Nogometni klub "Ribar" Kopačevo
- Nogometni klub "Sloga" Gajić
- Nogometni klub "Šampion" Šumarina
- Nogometni klub "Šokadija" Duboševica
- Nogometni klub "Šparta" Beli Manastir
- Nogometni klub "Vardarac" Vardarac
- Nogometni klub "Zmaj" Zmajevac
- Športski nogometni klub "Baranja-Belje" Beli Manastir
- Športski nogometni klub "Grozd" Kotlina
- Športski nogometni klub "Lug" Lug
- Športski nogometni klub "Polet" Karanac
- Športski nogometni klub "Radnik" Novi Bezdan
- Ženski nogometni klub "Polet-Baranja" Karanac

## Odbojka
- Ženski odbojkaški klub "Bilje"

## Rukomet
- Rukometni klub "Beli Manastir" Beli Manastir
- Rukometni klub "Darda"
- Ženski rukometni klub "Gaudeamus-Darda"

## Stolni tenis
- Stolnoteniski klub "Ban" Popovac
- Stolnoteniski klub "Beli Manastir-Konzum"
- Stolnoteniski klub "B. P. Selo" Baranjsko Petrovo Selo
- Stolnoteniski klub "Vardarac" Vardarac
- Stolnoteniski športski klub "Darda" Darda

## Streličarstvoistreljaštvo
- Reformatska streličarska i streljačka udruga Zmajevac
- Streličarski klub "Baranja" (Kopačevo)
- Streljačka udruga "Mars" (Beli Manastir)
- Streljački klub "Baranjac" (Kneževi Vinogradi

## Šah
- Šahovski klub "Beli Manastir" Beli Manastir
- Šahovski klub "Bilje" Bilje
- Šahovski klub "Vinogradar" Kneževi Vinogradi

## Te kvon do
- Taekwondo klub "Kneževi Vinogradi"

## Veslanje
- Veslački klub "Biljsko jezero" Bilje
- Veslački klub "Torpedo" Bilje

## Sport
- Romski športski klub Mladost (Darda)
- Sportsko društvo "Sprint" Bilje
- Sportsko-penjačko društvo Bastion (Čeminac)
- Zajednica športskih udruga grada Belog Manastira i Nogometno središte Beli Manastir

Izvor: Imenik udruga Baranje